# Pogonophora
Pour le genre végétal homonyme (sans rapport), voir Pogonophora (plante).
Classe
Les Pogonophores (Pogonophora, du grec pōgōnophoros 'barbu') sont une classe de l'embranchement des Annélides. Ce sont des vers cœlomés sédentaires vivant dans des tubes annelés sur les fonds marins profonds.
Ils étaient considérés comme un embranchement distinct mais les analyses phylogénétiques ont montré leur appartenance aux Annélides. Certaines sources les présentent comme une classe, d'autres les placent dans la famille des Siboglinidae.
La longévité des pogonophores est remarquable : certains peuvent vivre 200 ans, ce qui fait d'eux les invertébrés marins non‐coloniaux possédant la plus grande longévité,.

## Anatomie
La plupart mesurent moins d'1 mm de diamètre mais 10 à 85 cm de long (respectivement 3 cm de diamètre et 2 m de long pour Vestimentifera). Leur système circulatoire fermé est complexe et leur système nerveux est bien développé ; par contre ce sont les seuls animaux non parasites connus à ne disposer, à l'état adulte, d'aucun tube digestif (ni bouche ni anus). Ils se nourrissent de nutriments dissous ou grâce à des bactéries symbiotiques. Leur corps est divisé en 4 parties :
- le lobe céphalique, portant de 1 à plus de 200 fins tentacules branchiaux, eux-mêmes dotés de 2 rangées de pinnules (cellules géantes formant de longues papilles)
- un mésosome court ressemblant à un manchon, sécrétant les substances nécessaires à la construction du tube,
- le tronc, allongé, avec une gouttière ventrale, deux rangées de papilles et généralement un anneau cilié assurant le centrage dans le tube ; il contient le trophosome et les organes reproductifs,
- et un court opisthosome, métamérique (5 à 30 segments avec des espaces cœlomiques séparés par des septa musculaires), assurant l'ancrage du ver dans le substrat.

Les individus ont des sexes distincts.

## Classification en fonction des sources
- WoRMS, NCBI et ITIS considèrent Pogonophora comme un embranchement invalide synonyme de la famille Siboglinidae.
- ADW reconnait Pogonophora comme un classe et Siboglinidae comme famille indépendante.
- catalogueoflife.org reconnait Pogonophora comme un classe contenant la famille Siboglinidae.
- The Paleobiology database reconnait Pogonophora comme un embranchement mais ne connait pas Siboglinidae.

## Liste des taxons inférieurs
Selon ITIS & ADW:
- ordre Athecanephria
- ordre Lamellibrachiida Jones, 1985
- ordre Riftiida
- ordre Tevniida Jones, 1985
- ordre Thecanephria

Selon catalogueoflife.org:
- ordre Athecanephria
- ordre Thecanephria
- ordre Vestimentifera

Selon NCBI:
- classe Frenulata
- classe Monilifera
- classe Vestimentifera

Selon The Paleobiology database:
- Adekunbiellda
- Afrenulata
- Frenulata
- Obturata
- Perviata
- Tasselia
- Vestimentifera

### La classePogonophora
- (en) Catalogue of Life : Pogonophora Miers ex Benth. (consulté le 7 avril 2023)
- (fr + en) ITIS : Pogonophora
- (en) Animal Diversity Web : Pogonophora

### L'embranchementPogonophora
- (en) Paleobiology Database : Pogonophora
- (en) NCBI : Pogonophora (taxons inclus)

### La familleSiboglinidae
- (en) Catalogue of Life : Siboglinidae Caullery, 1914 (consulté le 14 avril 2023)
- (fr + en) ITIS : Siboglinidae  Caullery, 1914
- (en) WoRMS : Siboglinidae (+ liste espèces)
- (en) Animal Diversity Web : Siboglinidae
- (en) NCBI : Siboglinidae (taxons inclus)

### La classe végétalePogonophora(sans rapport)
- (en) AlgaeBase : genre Pogonophora J. Agardh 1890
- (en) GRIN : genre Pogonophora  Miers ex Benth. (+liste d'espèces contenant des synonymes)